# Liste der größten Bauunternehmen
In einer Liste der größten Bauunternehmen (englisch Top International Contractors) sind 250 große Bauunternehmen dargestellt. Herausgeber ist Engineering News-Record. 

## Top 20
Die ersten 20 Plätze (Stand 2023) sind:
| Rang 2023 | Rang 2022 | Unternehmen                                                    |
| --------- | --------- | -------------------------------------------------------------- |
| 1         | 2         | VINCI, Nanterre, Frankreich                                    |
| 2         | 1         | Grupo ACS/Hochtief, Madrid, Spanien                            |
| 3         | 3         | China Communications Construction Group Ltd., Peking, China    |
| 4         | 4         | Bouygues, Paris, Frankreich                                    |
| 5         | 5         | STRABAG SE, Wien, Österreich                                   |
| 6         | 7         | China State Construction Engineering Corp. Ltd., Peking, China |
| 7         | 8         | Skanska AB, Stockholm, Schweden                                |
| 8         | 6         | Power Construction Corporation of China, Peking, China         |
| 9         | 10        | China Railway Construction Corp. Ltd., Peking, China           |
| 10        | 9         | Ferrovial, Madrid, Spanien                                     |
| 11        | 13        | Hyundai Engineering & Construction Co. Ltd., Seoul, Südkorea   |
| 12        | 21        | Exyte GmbH, Stuttgart, Deutschland                             |
| 13        | 11        | China Railway Group Ltd., Peking, China                        |
| 14        | 14        | Eiffage, Velizy-Villacoublay, Frankreich                       |
| 15        | 16        | webuild SpA, Rozzano, Italien                                  |
| 16        | 20        | China National Chemical Eng’g Group Corp. Ltd., Peking, China  |
| 17        | 17        | China Energy Engineering Corp. Ltd., Peking, China             |
| 18        | 15        | Fluor, Irving (Texas), USA                                     |
| 19        | 19        | Bechtel, Reston (Virginia), USA                                |
| 20        | N/A       | ACCIONA, Madrid, Spanien                                       |

## Länderlisten

### Österreich
Die österreichische Strabag ist eines der größten Bauunternehmen der Welt. Porr, Wienerberger AG, Swietelsky und Habau sind weitere Firmen mit Umsatz von über eine Milliarde Euro.

### Frankreich
Große Unternehmen (eine Milliarde Euro Umsatz oder mehr) sind Vinci, Bouygues, Colas, Eiffage, Spie, Fayat, NGE, Spie Batignolles und Demathieu Bard.

### Spanien
Bauunternehmen mit Sitz in Spanien, die 2020 einen Umsatz größer 500 Millionen Euro hatten, sind:
- Fomento de Construcciones y Contratas
- Acciona
- Dragados
- Ferrovial
- Grupo ACS
- Sanjose Constructora
- Goa-Invest
- Ortiz Construcciones y Proyectos